# Captain Cook (rapper)
Sherinald Cook, beter bekend als CC of Captain Cook, is een Nederlandse rapper uit Rotterdam. Hij is actief als rapper bij de rapformaties X2C en VSOP.

## Levensloop
Cook leerde eind 1998 de rappers Tim en ODM kennen, met wie hij enkele maanden later de rapgroep VSOP zou oprichten. Met VSOP bracht hij in 2002 het album Spelenderwijs uit, waarmee de groep doorbrak in het ondergrondse rapcircuit. Nadien verzorgde VSOP verschillende optredens in Nederland, onder meer op de festivals Noorderslag, Planet Rock en Lowlands. Daarnaast nam Cook deel aan MC-battles, waaronder de toernooien 'Geen daden maar woorden' en Spitt.
Verder vormt Cook samen met rapper Excellent het rapduo X2C en heeft hij een bijdrage geleverd aan diverse verzamel-cd's, zoals Vet verse flows, Scarfaced en Rotterdam Redrum underground. Hij is ook te horen als gastrapper op albums van ADHD, Lost Rebels, DJ Snelle Jelle, Mini, Dutchman en Kas.